# Ceracis variabilis
Ceracis variabilis es una especie de coleóptero de la familia Ciidae.

## Distribución geográfica
Habita en Cuba.